# Calopogonium velutinum
Calopogonium velutinum là một loài thực vật có hoa trong họ Đậu. Loài này được (Benth.) Amshoff miêu tả khoa học đầu tiên.

## Hình ảnh

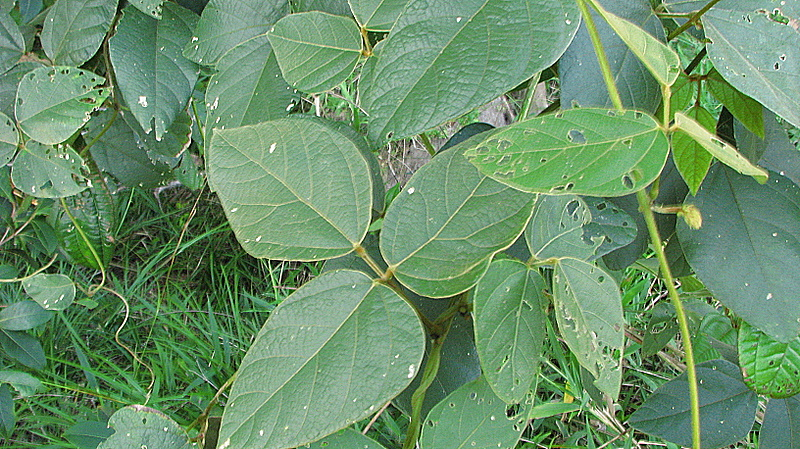
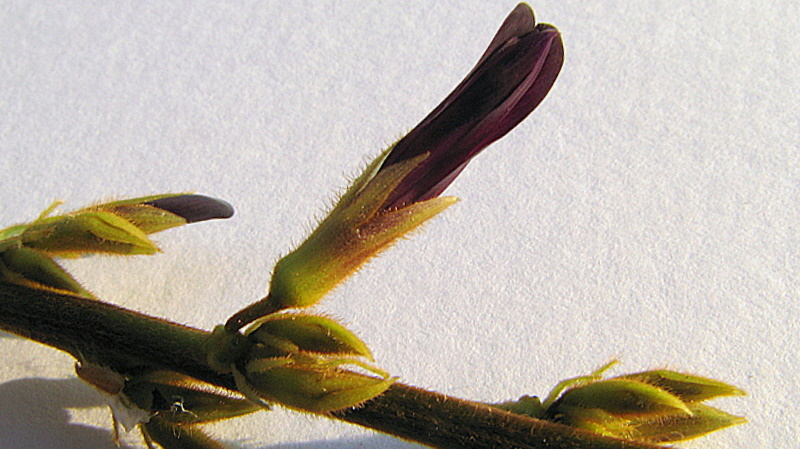
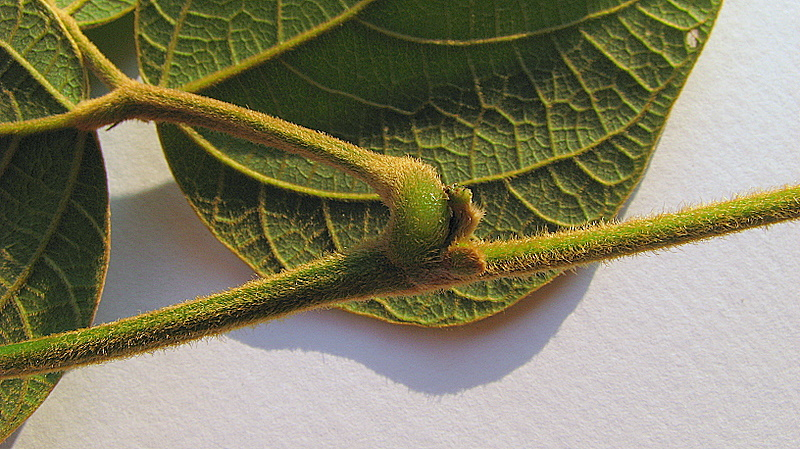
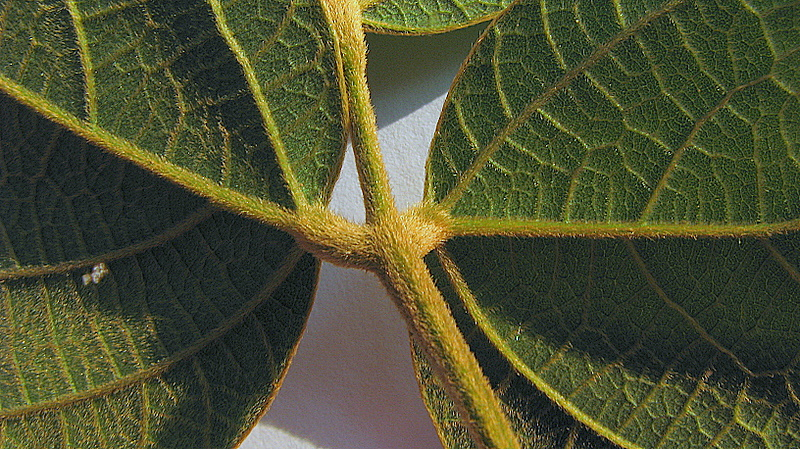